# Pierre-Jean de Béranger
Pierre-Jean de Béranger (n. 19 august 1780 - d. 16 iulie 1857) a fost un poet și șansonetist francez.

## Opera
Opera sa constă mai ales în cântece satirice la adresa clerului și a monarhiei:
- 1816: Cântece morale și altele ("Chansons morales et autres");
- 1825: Noi cântece ("Chansons nouvelles");
- 1833: Cântece noi și ultimele ("Chansons nouvelles et dernières").